# Endoteba
Endoteba es un género de foraminífero bentónico de la familia Endotebidae, de la superfamilia Endoteboidea, del suborden Endothyrina, del orden Endothyrida, de la subclase Fusulinana y de la clase Fusulinata. Su especie tipo es Endoteba controversa. Su rango cronoestratigráfico abarca desde el Artinskiense hasta el Kunguriense (Pérmico inferior).

## Discusión
Clasificaciones previas habrían incluido Endoteba en la superfamilia Endothyroidea, del suborden Fusulinina y del orden Fusulinida.

## Clasificación
Endoteba incluye a las siguientes especies:
- Endoteba bithynica †
- Endoteba controversa †